# Skak
| Portal | Portal:Skak |

 Denne artikel omhandler det moderne skakspil efter FIDEs regler. Opslagsordet har også en anden betydning, se Skak (flertydig).
Skak (afledt af det persiske ord 'Shah' – konge) er et brætspil for to spillere og et af verdens mest populære spil. 
Målet med spillet er at vinde ved at sætte modparten mat (også kaldet skakmat), hvilket sker ved at angribe dennes konge på en sådan måde, at angrebet ikke kan afværges. 
Skak er en mental sport, hvor spillerne benytter de strategiske og taktiske elementer, som spillereglerne giver mulighed for, og kræver derfor brug af abstrakt deduktion.
Spillet foregår på et kvadratisk skakbræt opdelt i 64 felter. Hver spiller besidder fra starten et sæt skakbrikker bestående af 16 brikker i en af to farver, der normalt er hvid og sort. Spillerne skiftes til at flytte en af sine egne brikker (udføre et træk), idet hvid altid trækker først, og en spiller kan ikke springe sin tur over. Flytningen skal ske ifølge reglerne for brikkernes forskellige trækmåder og spillereglerne i øvrigt.

## Introduktion
Skak dyrkes både i privat regi, og som konkurrencesport i skakklubber og ved nationale og internationale turneringer og mesterskaber. Desuden spilles det i udstrakt grad online over internettet samt som computerskak med et skakprogram som modspiller. Når spillet sker ved udveksling af træk per brev eller e-mail, er der tale om korrespondanceskak. I de senere år er skoleskak (skak i skolen) blevet voldsomt populært, så der nu er flere medlemmer af Dansk Skoleskak, end der er voksne aktive skakspillere. Efter at skak i en årrække har været under pres af mulighederne for at dyste i skak online, er trenden nu, at skoleelever mødes ansigt-til-ansigt over skakbrættet. En udvikling der også kendes fra udlandet fx i USA eller Tyrkiet, hvor der er ca. 250.000 voksne skakspillere, mens 1,7 mio. unge deltager i skoleskak der.[kilde mangler]
Kvinder deltager i turneringer på lige fod med mænd, men skak har traditionelt været en mandsdomineret sport. Det er først i nyeste tid, at kvindelige spillere er begyndt at gøre sig gældende blandt skakkens topspillere. I åbne mesterskaber har der endnu ikke været en kvindelig verdensmester. Derimod findes særlige verdensmesterskaber for kvinder.
Et særligt skakligt område er problemskak, som omfatter skakstudier og skakopgaver.
Der findes en omfattende mængde lærebøger i skak, dækkende alle spillets aspekter. Desuden er skak behandlet i en del kunst, både litterært og i afbildninger, bl.a. på frimærker og ekslibris, hvor emnet udgør et særligt speciale for samlere.
I moderne spilteori hører skak til gruppen af nulsumsspil. Skakspillet hører endvidere til gruppen af spil med fuldstændig information, det vil sige at:
1. Hvad der foregår, er synligt for begge spillere
2. Spillets udfald bestemmes af spillernes viden og evner og ikke af tilfældigheder
3. Der findes en optimal strategi for en af spillerne eller begge spillere

Som spil besidder skak en overvældende kompleksitet. Claude Shannon, der er en af fadderne til området informationsteori, anslog spillets såkaldte spille-træ-kompleksitet til 10120 (et senere estimat er 10123). Antallet af lovlige stillinger i skakspillet anslås at udgøre mellem 1043 og 1050. Disse tal kan sammenlignes med antallet af atomer i universet, som estimeres til mellem 4×1078 og 6×1079.
Rundt om i verden spilles der spil, som har en vis lighed med skak, som f.eks. Xiangqi (i Kina), Shogi (i Japan) og Janggi (i Korea). I nyere tid er det desuden forsøgt at udvikle spillet i andre retninger (kaldet kunstskak) ved blandt andet at ændre på skakbrættet, tilføje andre brikker, ændre brikkernes gangart osv. Eksempler herpå er Fischer-skak og rundskak.

## Bræt og brikker
| \| \| a \| b \| c \| d \| e \| f \| g \| h \| \| \| 8 \| \| \| \| \| \| \| \| \| 8 \| \| 7 \| \| \| \| \| \| \| \| \| 7 \| \| 6 \| \| \| \| \| \| \| \| \| 6 \| \| 5 \| \| \| \| \| \| \| \| \| 5 \| \| 4 \| \| \| \| \| \| \| \| \| 4 \| \| 3 \| \| \| \| \| \| \| \| \| 3 \| \| 2 \| \| \| \| \| \| \| \| \| 2 \| \| 1 \| \| \| \| \| \| \| \| \| 1 \| \| \| a \| b \| c \| d \| e \| f \| g \| h \| \| |    |    |    |    |    |    |    |    |   |
| | a  | b  | c  | d  | e  | f  | g  | h  |   |
| 8 | a8 | b8 | c8 | d8 | e8 | f8 | g8 | h8 | 8 |
| 7 | a7 | b7 | c7 | d7 | e7 | f7 | g7 | h7 | 7 |
| 6 | a6 | b6 | c6 | d6 | e6 | f6 | g6 | h6 | 6 |
| 5 | a5 | b5 | c5 | d5 | e5 | f5 | g5 | h5 | 5 |
| 4 | a4 | b4 | c4 | d4 | e4 | f4 | g4 | h4 | 4 |
| 3 | a3 | b3 | c3 | d3 | e3 | f3 | g3 | h3 | 3 |
| 2 | a2 | b2 | c2 | d2 | e2 | f2 | g2 | h2 | 2 |
| 1 | a1 | b1 | c1 | d1 | e1 | f1 | g1 | h1 | 1 |
| | a  | b  | c  | d  | e  | f  | g  | h  |   |

Ved spillets startopstilling opstilles brikkerne som illustreret ovenfor. Der tales altid om hvide og sorte brikker og felter, uanset om disse i praksis og i diagrammer kan forekomme i alle tænkelige farvenuancer. Det har ingen selvstændig betydning, at brættet er ternet – dette er indført som en hjælp for opfattelsesevnen via synet. Af hensyn til notation (nedskrivning) og gengivelse af partier er det en regel, at brættet skal vende, således at hvid har et hvidt felt i sit nederste hjørne til højre. En anden vigtig huskeregel for opstillingen er, at hvids dronning skal stå på et hvidt felt (dronningen skal have sin egen farve). 
Brættet inddeles lodret i 8 linjer, der betegnes med bogstaverne a-h og vandret i 8 rækker, som betegnes med tallene 1-8. Betegnelserne udgør derfor et koordinatsystem, hvor hele brættet er set fra hvids side, og hvor hvert enkelt felt på brættet har en entydig betegnelse fra a1 til h8. Linjens nummer nævnes altid først, hvilket nærmere er beskrevet under algebraisk notation. Følges brættets felter på skrå, ses et antal diagonaler, hvoraf de to lange diagonaler går fra a1 til h8 og fra h1 til a8, mens de øvrige er korte diagonaler.

De 8 brikker, som står på rækken nærmest spilleren, kaldes med et fælles udtryk for officererne, og på rækken foran dem står otte bønder.
Officerernes navne og symboler er følgende: konge, dronning, tårn, løber og springer. De er placeret således på første og ottende række fra venstre mod højre: Tårn, springer, løber, dronning, konge, løber, springer og tårn.
Der benyttes forskellige betegnelser for områder på brættet:
- Dronningefløjen betegner linjerne a-d, fordi dronningerne ved spillets start befinder sig på denne halvdel af brættet.
- Kongefløjen betegner linjerne e-h, fordi kongerne ved spillets start befinder sig på denne halvdel af brættet.
- Centrum udgøres af felterne d4, d5, e4 og e5, men felterne c4, c5, f4 og f5 inddrages ofte under begrebet, fordi bønder fra c- og f-linjen kan slå ind i centrum.
- Randen eller randfelterne er alle felter på linjerne a og h og rækkerne 1 og 8.

## Spilleregler
Spillereglerne er fastsat af Det internationale skakforbund, FIDE og regulerer alle aspekter af spillet fra trækregler til afklaring af situationer, som kan opstå under spil. I officielle spil udpeges en dommer eller turneringsleder, som afgør eventuelle tvivlsspørgsmål, som opstår undervejs. Nogle af hovedreglerne er beskrevet her. 
Målet med spillet er at opstille en trussel mod modspillerens konge, som ikke kan afværges. Herved bliver modspilleren sat skakmat og har således tabt spillet. Hvis ingen af spillerne kan vinde, bliver spillet remis. Det vil sige, at spillet er uafgjort.
Et spil skak er tabt for en spiller, hvis en af følgende begivenheder indtræffer:
- kongen er sat skakmat, hvilket som nævnt betyder, at kongen er truet af en af modspillerens brikker (det kaldes, at modspilleren har givet 'skak', eller at kongen står i 'skak'), og truslen ikke kan afværges
- hvis vedkommende opgiver spillet
- tidsoverskridelse, det vil sige, at en aftalt spilletid overskrides, uden at spilleren har foretaget det aftalte antal træk, dog kun hvis modspilleren har brikker nok tilbage til kunne sætte skakmat.
- spilleren diskvalificeres for overtrædelse af skakreglerne

Et spil skak er remis, hvis en af følgende begivenheder indtræffer:
- Stillingen er pat, det vil sige, at den spiller, som skal trække, ikke har nogen lovlige træk til rådighed, og vedkommendes konge ikke er truet (står i skak)
- hvis spillerne enes om det, efter at en af spillerne har afgivet et remistilbud
- hvis det forlanges af en spiller, efter at den samme stilling er opstået på brættet for tredje gang, og det er samme spillers tur til at trække
- hvis det forlanges af en spiller, efter at der i løbet af 50 træk ikke er enten slået en brik eller flyttet en bonde (50-træks reglen)
- hvis de tilbageværende brikker ikke er tilstrækkelige til at kunne sætte mat (teknisk remis)
- ved den ene spillers tidsoverskridelse, hvis den anden spiller ikke har brikker nok tilbage til at kunne sætte skakmat.

Man spiller hvid eller sort efter aftale eller efter forudgående lodtrækning, hvor vinderen får lov at vælge farve. 
Forskellige bestemmelser:
- Kongen må ikke flytte til et truet felt.
- En "rørt brik" skal flyttes (hvis det er ens egen brik) eller tages (hvis det er modspillerens brik), og en "sluppet brik" er flyttet. Man må altså ikke røre ved en brik uden at flytte den, og man må ikke sætte den på brættet og derefter fortryde det og placere brikken et andet sted. Man er dog aldrig tvunget til at flytte eller slå en brik, hvis det er ikke muligt at gøre med et lovligt træk. En turneringsleder vil eventuelt i sådanne situationer kunne idømme synderen andre straffe, f.eks. give vedkommende en advarsel eller ved at tildele ekstra tid til modspilleren. Skal spilleren rette en briks placering, skal vedkommende gøre modspilleren tydeligt opmærksom på, at man ikke vil flytte med brikken ved først at sige "jeg retter", "j'adoube" (det samme på fransk) eller tilsvarende.
- Betænkningstid.
- Skakur.
- Hængeparti (spillet udsættes til senere lejlighed).

Hvis der spilles med skakur, bestemmes dets placering af turneringslederen. Er der ikke en sådan, er det traditionelt sort, som bestemmer, på hvilken side af brættet uret skal stå.

## Brikkernes gang og slag
Man foretager et træk ved at flytte en af sine brikker fra det felt, den står på, til et andet felt. Der kan kun stå én brik på hvert felt, så hvis dette andet felt er besat af en fjendtlig brik, bliver denne slået. Den slagne brik fjernes fra brættet og deltager ikke mere i spillet. 
Brikkerne har hver sin særlige måde at flytte på og slå modspillerens brikker på. Brikkerne er derfor af forskellig styrke. Deres indbyrdes forhold fremgår af følgende tabel, hvor en bonde er sat til værdien 1, men det skal påpeges, at disse værdier ikke benyttes direkte under spil. De giver kun et fingerpeg om brikkernes indbyrdes styrkeforhold: 
 Kongen kan ikke værdisættes på denne måde, fordi man ikke kan slå kongen: Hvis kongen er truet og ikke kan undvige, medfører det tab af spillet.
Ovennævnte betyder, at tre bønder er nogenlunde lige så meget værd som en løber eller en springer. 
Benyt navigationshjælpen til højre for at læse mere om de enkelte brikkers træk, slag og karakteristiske egenskaber.
Følgende hovedregler er gældende for officererne:
- de kan flytte i alle retninger på brættet
- de kan flytte så langt, man ønsker, i deres trækretning, indtil de enten stoppes af en af spillerens egne brikker, eller indtil de møder den første af modspillerens brikker, som de eventuelt kan vælge at slå. Denne hovedregel gælder ikke for springeren, som kan hoppe over både egne og modspillerens brikker.
- de slår på samme måde som de flytter

Bønderne kan derimod kun gå fremad, og de slår ikke på samme måde, som de flytter.
Derudover findes et par specielle træk i skak, som er helt unikke med særlige regler:
- Rokade
- En passant- et træk hvor bonden står på sin startposition og rykker 2 felter frem op ved siden af en modstander bonde. Her vil modstanderbonden kunne slå startbonden hjem, ved at trække bonden på tværs.

## Strategi og taktik
| Citat | Et spil skak opdeles i tre faser: Den første, hvor du håber at opnå en fordel, den anden, hvor du tror, at du har en fordel, og den tredje, hvor du er sikker på, at du vil tabe! | Citat |
|       | |       |

— Savielly Tartakower, skakstormester
- Spillets faser: Åbningsspillet, Midtspillet, Slutspillet

- Taktik: Bindinger, afdækkertræk, dobbeltangreb, offer, blokade, underminering, overbelastning, indespærring, mellemtræk, træktvang, kombinationer, kongeangreb

- Strategi: Centrum, Udvikling, Bondespil og bondekæder

## Forskellige skakudtryk og skaknotation
- Skakterminologi
- Terminologi for problemskak
- Skaknotation
- Notation for computerskak
- Skak fra A-Å
- Batteri er en opstilling, hvor to eller flere officerer "sigter" på det samme punkt gennem den samme diagonal eller linje. Det kraftigste batteri i skak er Aljechins kanon, som består af de to tårne på den samme linje med dronningen bagved.

## Skakpartier

### Berømte skakpartier
- Det udødelige parti, Anderssen – Kieseritzky, 1851
- Steinitz' udødelige parti, Wilhelm Steinitz – Kurt von Bardeleben, Hastings 1895
- Det eviggrønne parti, Anderssen – Dufresne, Berlin, 1852
- Marshalls røgparti, Marshall -Burn, Paris 1900
- Dobbelte tårnoffer, Bowdler – Conway, London, 1788. Første eksempel på det dobbelte tårnoffer
- Dobbelte løberoffer, Lasker – Bauer, Amsterdam, 1889. Første eksempel på det dobbelte løberoffer
- Udødelige træktvangsparti, Sämisch – Nimzowitch, København, 1923
- Århundredets parti, Donald Byrne – Bobby Fischer, 1956
- Kasparovs kombinationsparti, Kasparov – Topalov, 1999. Efter Kasparovs mening det bedste parti i hans karriere. Verdens hidtil mest omtalte parti.
- Deep Blue-Kasparov 1996, Deep Blue – Kasparov, 1996, spil 1. Første gang, et skakprogram vinder et parti mod en regerende verdensmester med brug af normal tidskontrol.
- Deep Blue-Kasparov 1997, Deep Blue – Kasparov, 1997, spil 6. Sidste spil i revanchematchen og første gang, et skakprogram vinder en hel match mod en regerende verdensmester.

### Andre skakpartier
- Instruktionsspil
- Korte partier

### Skakstillinger
- opposition
- Matbilleder
- Pat

## Spilleformer, turneringer og spillere
- Skakorganisationer: FIDE, DSU, Dansk Skoleskak, DSUS, skakklub
- Måder at spille skak på: Skakparti, lynskak, korrespondanceskak, simultanskak, blindskak, internetskak
- Kunstskak: Fischer-skak, rundskak, kriegspiel
- Turneringer: Verdensmesterskab i skak, Kandidatturnering, Interzoneturnering, Skakolympiade, Skakmesterskab, skakmatch
- Spillere: Stormester, International mester, Skakrating, skakvidunderbarn, problemkomponist
- Skak og maskiner: Computerskak, Skakprogrammer, Deep Blue, Deep Fritz, Deep Junior. shredder, Hydra

## Oversigt over skakkens historie

### Skakspillets oprindelse
Der er flere teorier om, hvornår og hvor skakspillet dukkede op, og flere lande hævder at være stedet, hvor det første skaklignende spil blev opfundet. Den mest almindelige antagelse er, at spillet opstod i Indien, hvor det kaldtes Chaturanga, og at tidspunktet for dets opdukken er det 6. århundrede.
Ifølge en anden teori med en del prominente tilhængere har spillet udviklet sig i Kina fra det lignende spil Xiangqi (eller i det mindste en forgænger til dette spil), som har eksisteret i Kina siden det 2. århundrede e.Kr. 
Under alle omstændigheder fulgte skakspillets udbredelse handelsvejene, og der opstod undervejs en lang række lokale varianter af spillet. Mod øst og nord nåede det efterhånden helt til Japan og i vestlig retning nåede det først til Iran, hvor dets terminologi blev oversat til persisk, hvilket blandt andet ændrede spillets navn til chatrang. 
Fra Iran overførtes det til den islamiske verden, hvilket især tog fart efter den muslimske erobring af Iran i 650. Det introduceres i Spanien af maurerne, som allerede vandt fodfæste der i 711, men man regner almindeligvis med, at spillet først nåede frem til Spanien i det 10. århundrede. Det er sammen med backgammon og terningspil beskrevet i Libro de los juegos, et berømt spansk manuskript fra det 13. århundrede. En anden retning til Europa gik fra Lilleasien via Bosporus til Grækenland.
Udbredelsen mod vest skete samtidig ad en tredje og nordligere rute på det asiatiske fastland, idet skakspillet nåede Rusland via Mongoliet, hvor det spilledes i begyndelsen af det 7. århundrede.
I tidlig islamisk tid bevarede brikkernes navne i det store og hele deres persiske former. Spillets navn blev shatranj, som er bevaret på spansk som ajedrez og på græsk som zatrikion, mens det i størstedelen af det øvrige Europa erstattedes af versioner af det persiske ord shāh ("konge"). Ifølge en teori skete denne navneændring, fordi persiske købmænd, som kom til Europa før skakspillet var kendt der, medbragte kunstfærdigt udsmykkede persiske skakbrikker og med dem navnet shāh for den vigtigste og flotteste.
Udtalen af de persiske navne ændredes og misopfattedes af europæerne på forskellige måder. Nogle eksempler er: 
- shāh māt, som er persisk for "kongen er faldet i baghold", blev til skakmat på dansk (smlgn. engelsk: Checkmate, tysk Shackmatt). (Til trods for, hvad nogen har hævdet, er udtrykket derimod ikke arabisk for "kongen er død").
- rukh, betyder på persisk "stridsvogn", men er også betegnelsen for "en kind" og for en mytisk, magtfuld fugl, som hed roc. Via arabisk blev dette til det engelske ord "rook" for tårn.
- Pil på persisk (arabisk al-fīl) betyder elefant, et dyr, som man på den tid i Europa og den vestlige del af den islamiske verden havde ringe eller intet kendskab til. Navnet på denne skakbrik kom derfor til Vesteuropa i den latinske form alfinus eller lignende afledninger. Dette ord havde ingen tidligere betydning, men på spansk blev det til navnet "alfil" for løberen. Det engelske navn for brikken, "bishop" (biskop) er en omdøbning, som er inspireret af brikkens traditionelle udformning. I Rusland har brikken derimod navnet slon, som betyder "elefanten".

### Udbredelse i Europa, ca. 1100 – ca. 1600
Skakspillet var således nået til Europa fra den arabiske og russiske verden før 1100-tallet. Vikinger og korsfarere har været grupper, hvis mobilitet utvivlsomt har medvirket til at udbrede kendskabet til det, og vikingerne er dem, som har bragt det til de nordligste og vestligste egne. 
Kendetegnet for spillets udvikling i Europa i denne periode har været spillereglernes udvikling, idet der var en række væsentlige forskelle på spillet, som det blev overtaget fra araberne, og vort nuværende spil (foruden at der kunne være lokale variationer).
- Brættet var ensfarvet, men ændredes til det ternede bræt i Europa i det 13. århundrede. Som bivirkning heraf fikseres efterhånden også kongens og dronningens startfelter, som ellers havde varieret.
- Brikkernes gang var anderledes. Kun tårnet og springeren havde deres nuværende gang, konge og bønder trak nogenlunde efter vore regler med enkelte, men ofte væsentlige undtagelser, mens dronning og løber var væsentligt svagere brikker end i det nuværende spil. Rokade kendtes ikke, og bondeforvandling skete til en svag brik.
- Reglerne for gevinst var afvigende, idet man foruden at vinde ved at sætte mat også anvendte de arabiske gevinstformer erobringssejr (at tage alle modstanderens brikker) og patsejr (pat var ikke remis, men gevinst til den patsættende spiller). Visse steder regnedes en erobringssejr dog for et uafgjort spil.

Generelt medførte reglerne, at et spil skak tog lang tid, fordi brikkernes afstandsvirkning og bevægelser var indskrænket. Alligevel blev spillet populært i Europa, som det allerede var i den arabiske verden. Der har dog været en tendens til, at man i stedet for at spille langvarige partier mod hinanden dyrkede skakopgaver og studier, så man stillede en stilling op, som skulle løses ved overvejelser eller måske ved at blive vundet i spil mod en modstander. Skakopgaverne havde allerede araberne udviklet, og en hel del af disse kendes endnu.
Det var i Sydeuropa, først i Spanien og senere i Italien, at skakspillet var mest udbredt og studeret. På et tidspunkt i perioden 1475-1490 skete der – formentlig i Italien – en radikal ændring af spillet i retning af dets nuværende udformning, først og fremmest i kraft af, at dronningen og løberen fik sin nuværende gangart. Dette skete så hurtigt, at det kunne tyde på at være en enkelt mands værk, men ophavsmanden kendes ikke. I hvert fald skete der en voldsom opblomstring i skakspillet omkring dette tidspunkt.
Den første systematiske, europæiske skakbog og lærebog blev udgivet i 1561 af den spanske gejstlige Ruy López de Segura med titlen Libro del Axedrez (Bog om skak). I Italien kom der en storhedstid for skakken umiddelbart efter, fra ca. 1570.

### Moderne skak
Italien havde de bedste spillere i en lang tid fremover. Iblandt dem var Gioachino Greco (1600-1634), der øvede stor indflydelse som spiller, men især gennem en bog om skak, som først blev trykt i 1656, længe efter hans tidlige død. Det var ikke en egentlig lærebog, snarere eksempler på kombinationer og slutspil, men bogen har haft en levetid på 200 år – den længste aktualitet for nogen bog om skak. Fra denne tid begynder den systematiske benævnelse af de forskellige åbninger. 
Næste fremskridt skete først 100 år senere, og da var det i Frankrig, hvor François-André Danican Philidor i 1749 udgav skakværket: Analyze du Jeu des Echecs (Analyse af skakspillet). Bogens vigtigste nyhed er, at bønderne er skakspillets sjæl, og den viser Philidor som en spiller, der er langt forud for sin samtid i forståelsen af spillet. 
Fra denne tid begyndte skak at blive spillet i de fashionable caféer i Paris, London og andre europæiske centre, hvilket udbredte spillets popularitet i den fremvoksende middelklasse, men trods Philidors indsats holdt den italienske spillemåde sig endnu i ca. 100 år til omkring 1860 og kaldes Modena-skolen efter de tre fremragende spillere Ponziani, del Rio og Lolli fra denne by. Spillemåden dyrkede, hvad vi i dag betegner som "romantisk skak": Hurtig udvikling af brikkerne, efterfulgt af angreb og helst med besnærende kombinationer. I perioden 1840-1860 havde spillemåden sin storhedstid med spillere som Howard Staunton (England), Adolf Anderssen (Tyskland) og Paul Morphy (USA). Skakklubber begyndte at blive grundlagt omkring 1820, det første skaktidsskrift (månedsskriftet Le Palamède) blev udgivet i Paris 1836, og Staunton organiserede den første internationale skakturnering, som fandt sted i London i 1851. 
Anderssen vandt turneringen og var i nogle år utvivlsomt verdens stærkeste spiller, til han i 1862 tabte en match til Wilhelm Steinitz, som derefter – som den første – kaldte sig selv verdensmester i skak. Steinitz var en fremragende spiller, men var ikke udpræget overlegen i praktisk spil i forhold til sin samtid. Han fik imidlertid grundlæggende betydning ved at formulere en række strategiske og taktiske principper for spillet, som stadigvæk anses for gældende, om end modificeret af senere teoretikere. Steinitz er den sidste enkeltperson, som har formået at drive skakspillet frem i et spring. Lige før 1. verdenskrig fremkom især Aron Nimzowitsch og Richard Réti dog med en række nye betragtninger, som bragte yderligere vitalitet ind i spillets praksis og principper. 
Skakken har de sidste 150 år også udviklet sig på det organisatoriske område. Først med dannelsen af lokale skakklubber og derefter nationale skakforbund. I Danmark organiseredes Dansk Skak Union (DSU) i 1921, da de københavnske klubber indmeldte sig i den oprindelige Jydsk Skak Union. Det internationale skakforbund, FIDE, stiftedes i Paris i 1924 og er nu spillets højeste myndighed. 
Kampen om titlen som verdensmester foregik indtil 1948 på privat basis og blev arrangeret som matcher, hvor verdensmesteren satte sin stilling på spil mod en udfordrer, der kunne skaffe den nødvendige kapital og opbakning til arrangementet. Efter dette tidspunkt blev kontrollen med titlen overtaget af FIDE, der også afholder en særlig skakolympiade hvert andet år.